# Bible svatováclavská

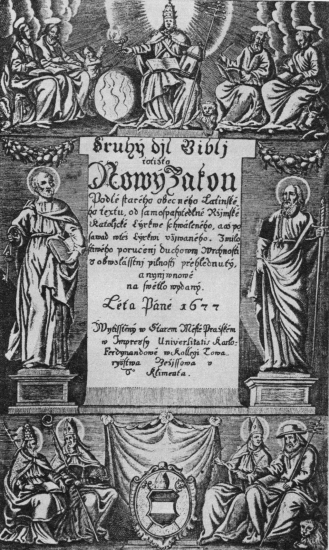
Svatováclavská bible – Nový Zákon

Bible svatováclavská je katolický barokní překlad celé Bible pořízený jezuity na základě revidované latinské Vulgáty. Vyšla v letech 1677 (Nový zákon), 1712 a 1715 (Starý zákon). Svůj název dostala díky tomu, že byla vydána nákladem Dědictví svatého Václava.
Podnětem k novému českému překladu Bible byla snaha vytvořit nový překlad revidované Vulgáty, tzv. Sixto-klementiny. Šlo o pokus prosadit tridentské reformní (a protireformační) smýšlení do národního prostředí, jak si jej přál pražský arcibiskup Ferdinand Sobek z Bilenberka. Nový, katolický překlad Bible měl uspokojit českou katolickou potřebu tohoto textu. O překlad a vydání se postarali pražští národně smýšlející jezuité Jiří Konstanc (1607–1673), Matěj Václav Šteyer (1630–1692) a později Jan Barner (1643–1708).
Šlo též o reakci na již existující bratrský překlad kralický, který jezuité po jazykové stránce sice velmi chválili, avšak nesouhlasili s mnoha překlady a hlavně komentáři, které byly poznamenány bratrskou teologií.

## Jazyková příprava
Jiří Konstanc vydal v roce 1667 spis Lima linguae bohemicae to jest Brus jazyka českého, Šteyer v roce 1668 Výborně dobrý způsob, jak se má dobře po Česku psáti neb tisknouti (tzv. „Žáček“). Oba spisy jsou českými jazykovými příručkami. Šteyer otevřeně vychází z jazykového úzu bratrské Bible kralické. Jejich práce jdou v linii Optátovy a Blahoslavovy gramatiky.

## Nový zákon
Nový zákon byl první částí Bible, kterou jezuité přeložili a vydali (r. 1677). Základní finanční vklad poskytla Šteyerova matka a značně přispěli i pražští arcibiskupové a jezuité, takže se nakonec sesbíralo potřebných 6000 zlatých.
Překlad byl pořízen z latinské tridentské Vulgáty s přihlédnutím k Bibli benátské a k dalším předluterským českým biblím, tj. 3. či dokonce 2. redakce. Používali však vydatně i překlady poluterské, tj. bibli Melantrichovu a bibli kralickou.
Výchozím českým textem byl text Bible benátské (tj. 4. redakce), který byl radikálně revidován podle Sixto-klementiny. Upraven byl i [český jazyk. Překladatelé buď potřebná místa nově překládali, nebo přejímali z již existujících překladů, nejčastěji z bible kralické, méně již z bible Melantrichovy či biblí starších.

## Starý zákon

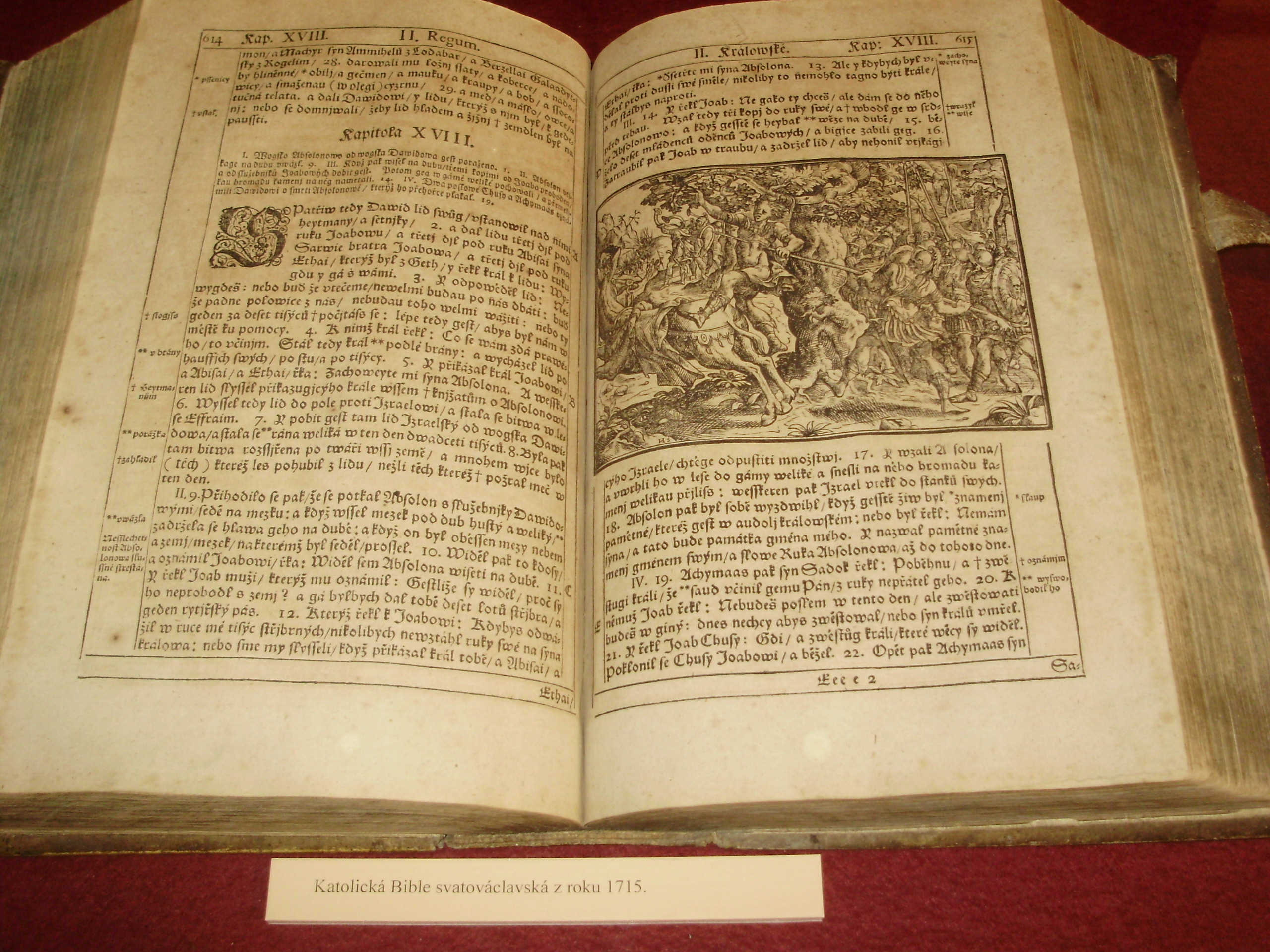
Svatováclavská bible – Starý Zákon

Jako první (r. 1712) vyšel druhý díl Prorokové a knihy Machabejský, o tři roky později (r. 1715) pak část první, od Genesis po knihu Sírachovcovu.
Základním českým textem pro nový překlad byla i zde Bible benátská, avšak vliv Melantrichovy bible je značně silnější než v případě Nového zákona. Vliv Bible kralické je naopak o hodně slabší. Výjimku tvoří Žalmy, neboť kralická verze byla značně rozšířená a proto se překladatelé Svatováclavské bible snažili svůj text a text kralický co nejvíce sblížit.
Silný je zde také vliv starších českých verzí, hlavně 3. redakce. S největší pravděpodobností byla předlohou Bible talmberská, kterou jezuité dostali v roce 1672 od probošta u Všech svatých Jana Františka Kryštofa z Talmberka. Samotná bible talmberská však končí 4. kapitolou Skutků apoštolů, takže zbytek této knihy, katolické listy a Zjevení sv. Jana již sledují jinou předlohu.

## Komentáře
Podobně jako Bible kralická, i Bible svatováclavská obsahovala velké množství komentářů. Ve Starém zákoně se jedná o komentáře převážně věcné, polemika s jinými (nekatolickými) vyznáními je minimální. Naopak u Nového zákona je komentářů mnohem více, jsou delší a soustřeďují se na katolický a polemický (proti nekatolíkům) výklad hlavně těch pasáží, které nekatolíci vykládali odlišně a z hlediska katolické věrouky hereticky. Tím se jezuité snažili dosáhnout současně s rozšířením české bible i potlačení nekatolického výkladu biblických textů.

## Jazyková stránka
Z hlediska jazyka je Bible svatováclavská značně archaizující, neboť se snaží o kontinuitu české biblické tradice a navazuje na starší české překlady. Navíc je archaizace částečně záměrná, aby se biblickému jazyku dodalo vážnosti a vznešenosti. Jinak překladatelé přiznávají význam Kralické bibli a v mnoha ohledech se jím řídí.

## Význam Svatováclavské bible
Svatováclavská bible hrála nesmírnou roli v katolických – to jest v hlavních a nejrozšířenějších – kruzích české společnosti, neboť tato, a nikoli bratrská bible kralická, byla pravidelně čtena při liturgii a kterou lid slýchával. Proto z hlediska rozšířenosti znalosti biblického textu mezi lidem v 18. a 19. století byla významnější než Bible kralická. Z jazykového hlediska však a z hlediska překladatelského je až za biblí kralickou, jejíž hlavní předností je překlad z původních jazyků. Tuto svou nevýhodu vyrovnávali svatováclavští překladatelé alespoň z části přebíráním nejzdařilejších pasáží právě z Bible kralické.

## Druhé vydání
Druhé vydání, nezměněné od prvního, vycházelo v Praze v letech 1769–1771 nákladem Dědictví svatého Václava.

## Třetí vydání
Třetí vydání vycházelo v Praze v letech 1778–1780, iniciovala jej a vydala sama císařovna Marie Terezie a 1000 výtisků byla rozdáno mezi lid (proto se také nazývá Biblí císařskou). Vydání do tisku připravili Václav Fortunát Durych a František Faustin Procházka, přičemž ještě více přihlíželi k Bibli kralické. 

## Nové zákony podle Bible svatováclavské
Podle Bible svatováclavské byly zvlášť samostatně vydávány i Nové zákony:
V roce 1733 Nový zákon podle prvního vydání Bible svatováclavské.
Podle třetího vydání Bible svatováclavské vyšel Nový zákon v roce 1785.
Další vydání následovalo hned rok poté (1786); František Faustin Procházka jej dále upravil dle řecké předlohy i jiných východních textů.

## Nové vydání
V roce 1991 vydalo nakladatelství Blok v Brně ze Svatováclavské bible texty 4 evangelií. Jedná se o původní text evangelií oproštěný od exegetických komentářů, sumářů a podobných doplňků („Bible Svatováclavská. Evangelia“, ISBN 80-7029-064-1). V roce 2017 vyšla antologie textů Svatováclavské bible na neděle a svátky církevního roku:
Svatováclavská bible: nedělní a sváteční čtení, edd. Ondřej Koupil a Jiří M. Havlík. Praha: Karolinum, 2017. ISBN 978-80-246-3619-1

## Faksimile Bible svatováclavské
- SCHOLZ, Friedrich, ed. a ROTHE, Hans, ed. Svalováclavská bible = St. Wenzels-Bibel. Paderborn: F. Schöningh, 2001. 3 sv. Biblia slavica. Serie I, Tschechische Bibeln; Bd. 4. ISBN 3-506-71655-7 [Faksimile česky; komentář německy.]